# 菲利普斯角
73°4′S 169°36′E / 73.067°S 169.600°E
菲利普斯角（Cape Phillips），是南極洲的海岬，位於維多利亞地的博克格雷溫克海岸，處於布儒斯特山東南面15公里的丹尼爾半島東部，在1841年1月由詹姆斯·克拉克·羅斯發現，現時由南極條約體系管理。